# Lectron

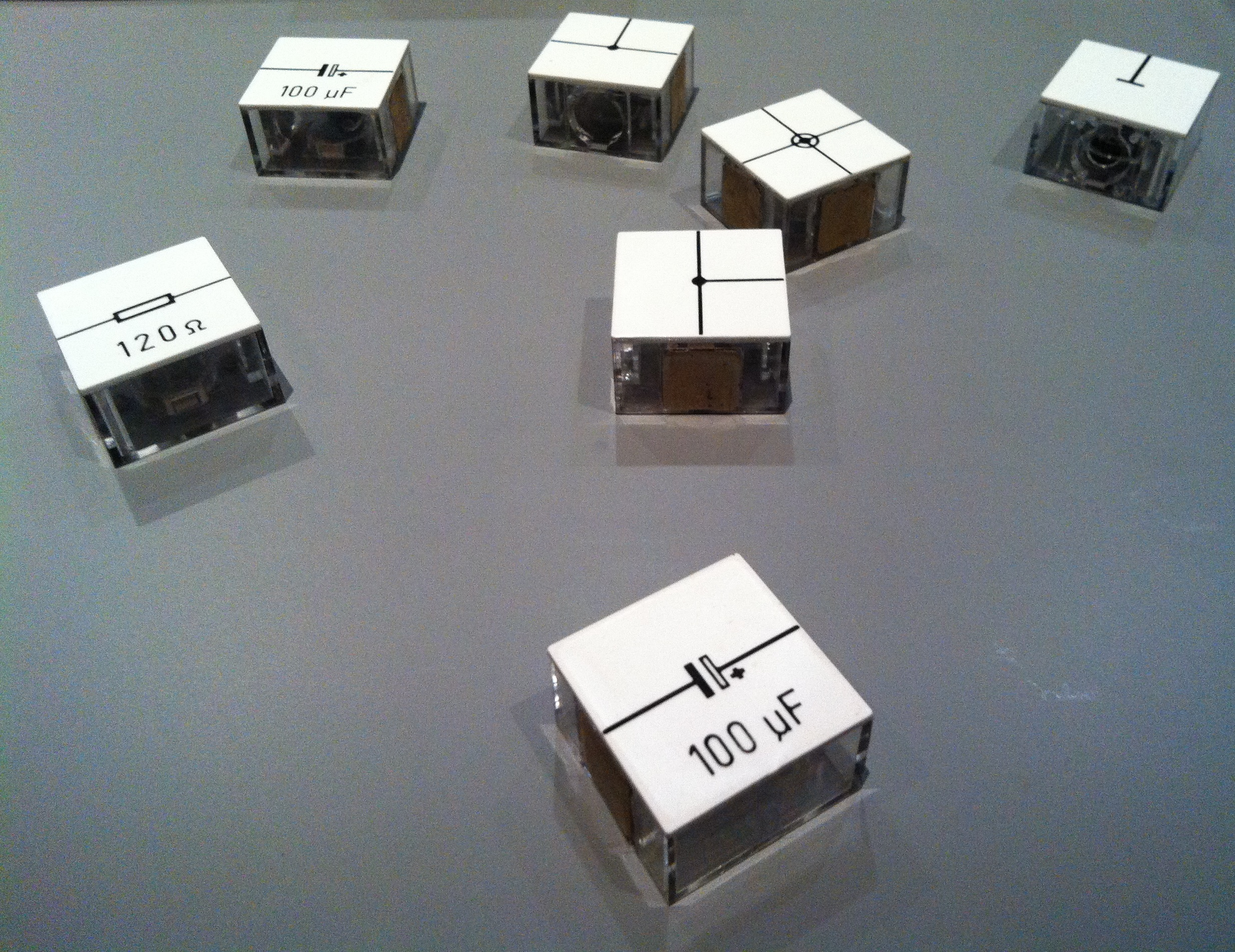
回路図が記入されたブロック

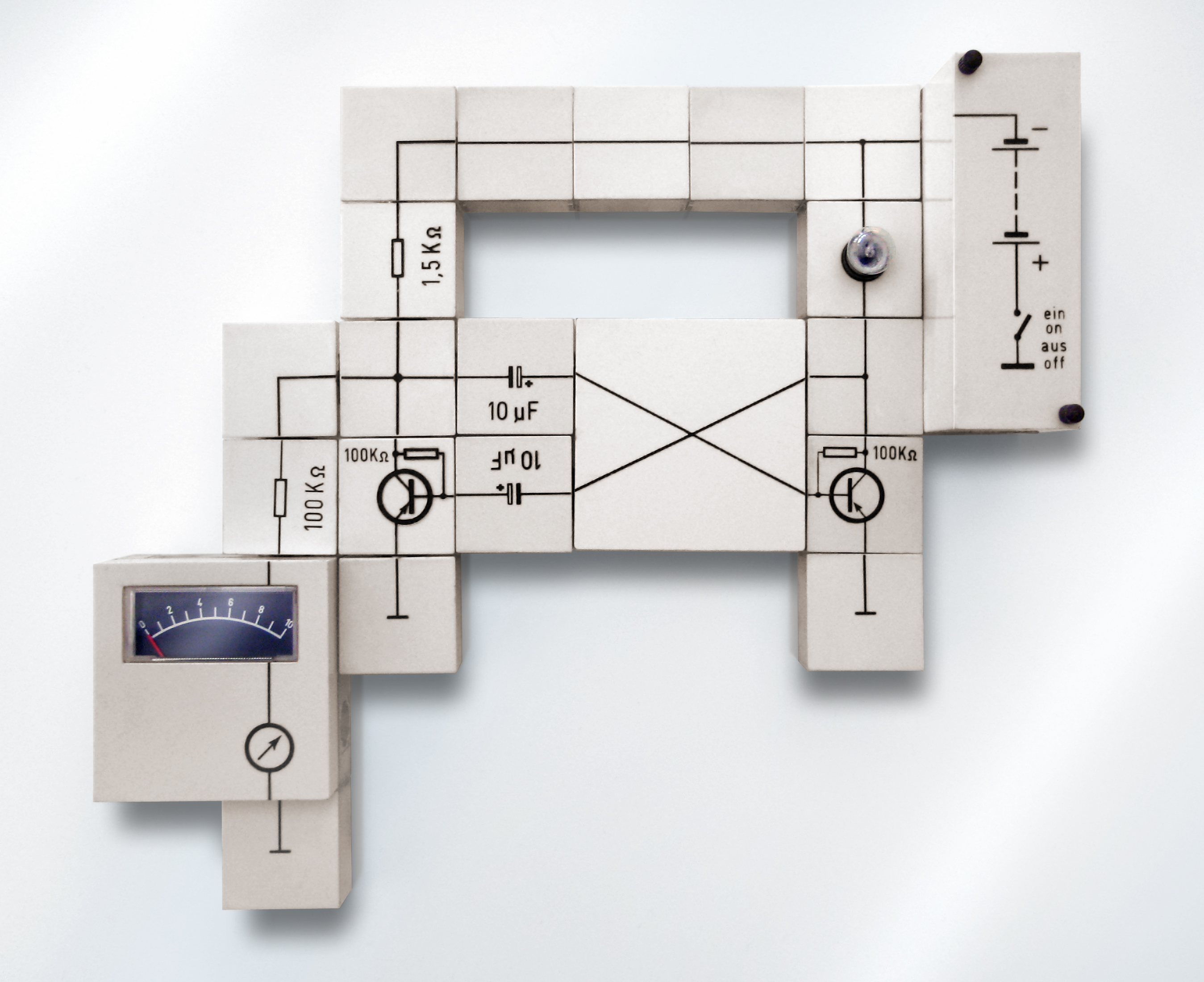
回路を構成

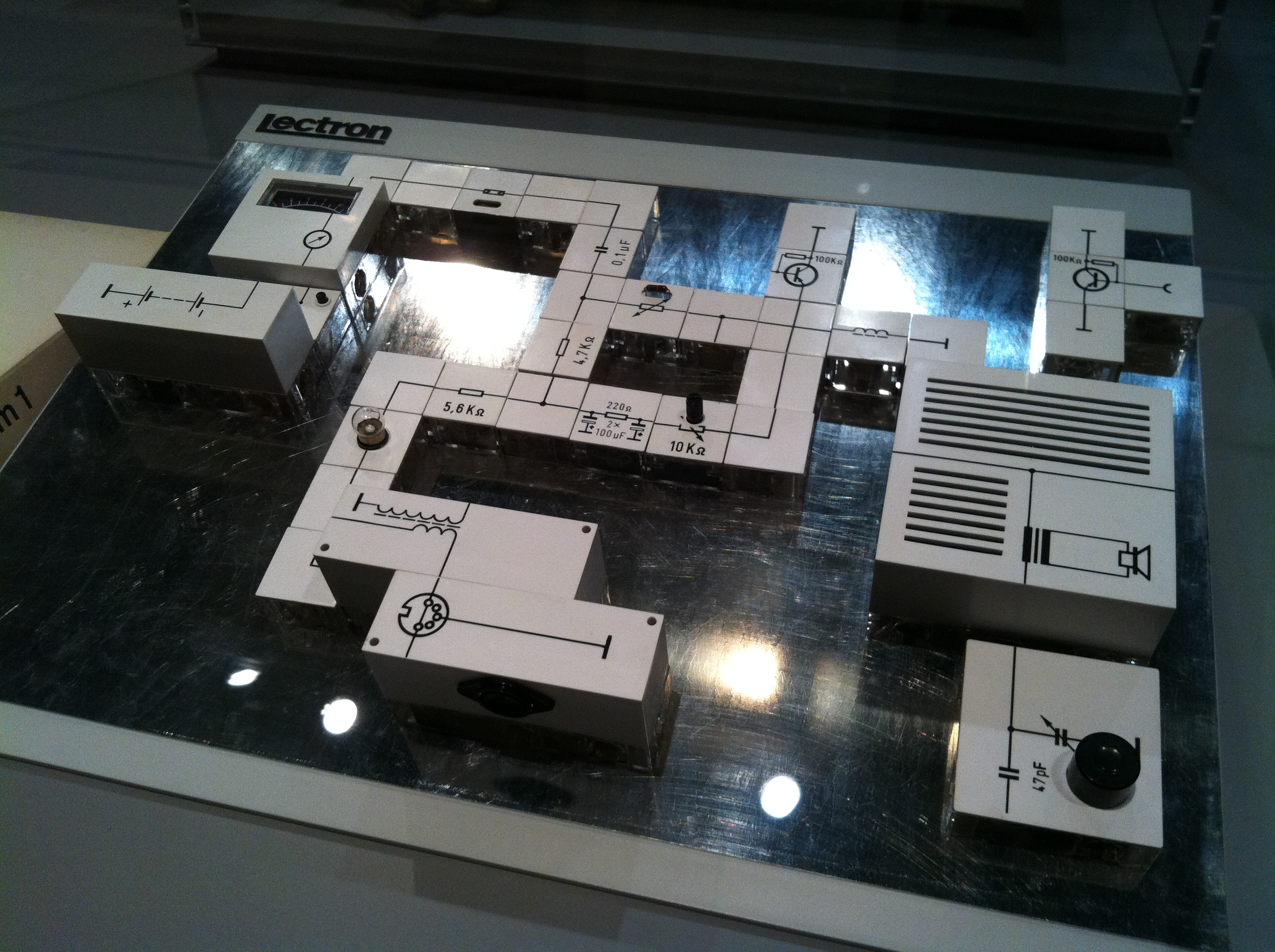
作成された回路の例

Lectronとは電子回路の基礎を習得するための教材。

## 概要
1960年代初頭からドイツのエガー社から販売されていたあらかじめ電子部品や配線が組み込まれたブロックを並べることで電子回路を組んで実験が行える電子玩具。1967年にエガー社が倒産後は1972年までLectron GmbHで生産した。北アメリカ以外の市場はブラウン社が担当してアメリカ国内の販売はレイセオンの子会社が担当した。1967年にブラウン社はエガー社の製品をLectron GmbHから購入してドイツデザインの機能美を印象付ける数々の名品を残したプロダクトデザイナーDieter Rams(ディーター・ラムス)と彼のチームによって改めてデザインされた。通常は紙箱だったが、教育機関向けには木箱に入れられて販売された。個々のブロックは磁石が内蔵されたボード上に吸着した。当時はDE 1228081とアメリカ合衆国特許第 3,447,249号で保護されていた。現在もドイツ語のマニュアルのみの仕様だが生産は継続される。